# 西川弘志
西川 弘志（にしかわ ひろし、1970年3月1日 - ）は、日本の実業家。元俳優、歌手で現在は飲食店経営者。本名は西川 傑志（読み同じ）。西川きよし・西川ヘレン夫妻の二男。兄は俳優の西川忠志、妹はタレントの西川かの子。

## 来歴・人物
大阪府堺市堺区で生まれ、大阪府箕面市で育つ。
雲雀丘学園高等学校中退後の1985年、『サーティーン・ボーイ』で俳優デビュー。『毎度おさわがせします2』では、木村一八（父の漫才の相方である横山やすしの長男）と競演。
1988年、『エデンの夏』で歌手デビュー。同年、映画「郷愁」に主演したことで第13回報知映画賞で新人賞を獲得。その後は俳優として活動していたが、2005年12月末に吉本興業を退社。以降芸能活動から距離をおく。
翌年2006年から活動拠点を福岡市へ移し飲食店経営者として活動し、当初は博多区のgate's内にて和食店『しゃり番』を開店・運営していたが同店は2008年閉店。同年5月中央区に和食店『にし川』開店、こちらは現在も営業中。
テレビ西日本の番組『ももち浜ストア』料理・クッキングコーナーにて出演という形でテレビ出演を再開、現在に至る。
私生活では既婚で、三児の父。弘志の第一子が、きよし・ヘレンにとって初孫にあたる。

## エピソード
芸能界入りする前、木村一八と二世漫才をテレビ番組などで披露したことがあったが、両親が芸能人であるため、当初芸能界入りを反対されていた。
2004年10月9日に名古屋中日劇場での舞台「名古屋大安吉日物語」公演中、弘志の観劇中の親友が客席で刺殺される事件があった。
高校生の頃、堀ちえみのファンで革の学生鞄にピンクのマジックで「ちえみ命」と書いていた。

## 受賞歴
- 1988年 - 第13回報知映画賞新人賞『郷愁』

## 出演

### テレビドラマ
- サーティーン・ボーイ（1985年、TBS）- 佐倉肇 役
- イエスの方舟 イエスと呼ばれた男と19人の女たち（1985年、TBS）
- 毎度おさわがせします2 （1985年12月10日 - 1986年03月25日、TBS）
- 月曜ドラマランド（フジテレビ）
  - 「月とスッポン」（1986年9月8日）
  - 「みんなあげちゃう」（1987年6月22日）
- なんて素敵にジャパネスク（1986年、日本テレビ）- 融 役
- 白虎隊（1986年、日本テレビ）- 間瀬源七郎 役
- 花王名人劇場 「西川ヘレン物語…白地ニ赤ク…」（1987年1月4日、関西テレビ） - 西川きよし 役
- 松本清張の絢爛たる流離 第4話「年上令嬢の危険な誘惑」（1987年4月2日、テレビ朝日） - 次郎 役
- 田原坂（1987年、日本テレビ）- 伴兼之 役
- 連続テレビ小説「純ちゃんの応援歌」（1988年10月3日 - 1989年4月1日、NHK総合）- 小野昭 役
- 木曜ゴールデンドラマ（読売テレビ）
  - 「いのち輝いて」（1989年4月13日）
  - 「幸せ、買いませんか」（1991年6月6日）
- ドラマ23「田舎の王様 TOKYOに行く」（1989年、TBS）
- 東京ストーリーズ「純ちゃん&キリコ」（1989年10月26日、フジテレビ） - 主演
- ドラマチック22「女子大生危険なアルバイト」（1990年2月10日、TBS） - 工藤健一 役
- 水曜グランドロマン「家族の祭り」（1990年8月22日、日本テレビ） - 味藤研一 役
- 月曜・女のサスペンス「サーカスの惨劇」（1990年11月、テレビ東京） - 主演
- 水戸黄門 （TBS・C.A.L）
  - 第20部 第13話「ドジな男の恩返し・高知」（1991年2月4日） - 芳松 役
  - 第26部 第3話「頑固者の意地比べ・堺」（1998年2月） - 新助 役
  - 第27部 第1話「旅のはじめの恋騒動・水戸・岩城」（1999年3月22日） - 多吉 役
  - 第28部 第30話「あばずれ娘と瀬戸の花嫁・宮島」（2000年） - 幸介 役
- 幕府お耳役檜十三郎（1991年4月7日 - 1991年6月30日、テレビ東京） - 秀次 役
- ルージュの伝言 Vol.12「メトロポリスの片隅で」（1991年6月19日、TBS）
- 往診ドクター事件カルテ 第5話「女湯は急患です」（1992年、朝日放送）
- はぐれ医者・お命預かります!「女を愛し悪を斬る世直し殺法」（1993年12月30日、テレビ朝日） - 小林藤次 役
- 天までとどけ3（1994年、TBS） - 深見達郎 役
- 大河ドラマ「秀吉」（1996年、NHK総合） - 織田信雄 役
- 最高の食卓（1997年、テレビ朝日）- 塚本透 役
- 月曜ドラマスペシャル（TBS）
  - 「みちのく殺意の帰郷」（1998年8月3日） - 恩田 役
  - 「重里冴子のお見合い事件帖」（2000年7月10日） - 昭一 役
- 土曜ワイド劇場（テレビ朝日）
  - 「湯けむり受胎旅行連続殺人2」（1998年8月22日）
  - 「法医学教室の事件ファイル15」（2001年12月8日）- 岸部孝 役
  - 「警視庁女性捜査班4 同居人は夫殺しの女!」（2003年10月25日）- 牧村庸介 役
  - 「おとり捜査官・北見志穂スペシャル 妖しい傷跡の死美人」（2004年12月4日）
  - 「和菓子連続殺人事件」（2008年2月23日）※撮影自体は2004年に行われた。
- 松本清張特別企画・顔（1999年10月7日、TBS）
- 南町奉行事件帖 怒れ!求馬II 第5回「父親はだれ?」（1999年 TBS・C.A.L）- 芳次郎 役
- 火曜サスペンス劇場「死刑囚の妹」（2000年2月29日、日本テレビ）
- 女と愛とミステリー（BSジャパン）
  - 「京都羅生門殺人旅情」（2002年5月12日）
  - 「日本一周『旅号』殺人事件」（2003年4月20日）
- 新春ワイド時代劇「忠臣蔵〜決断の時」（2003年1月2日、テレビ東京） - 浅野大学 役
- 金曜エンタテイメント「年の差カップル刑事III〜とっても永すぎた春」（2004年2月27日、フジテレビ）- 黄川田 役

### バラエティ
- 花王名人劇場（関西テレビ） - 横山やすしの長男で弘志と同学年の木村一八と「やすきよ2世漫才」を披露したこともあった
- オールスター感謝祭（TBS）
- ももち浜ストア（テレビ西日本） - 料理・クッキングコーナー（西川傑志名義で出演）

その他、父・きよしともにゲスト出演することが多かった。

### 映画
- THE MODS 夜のハイウェイ（1985年、EPIC・ソニー）- 亮 役
- 山田村ワルツ（1988年）
- 郷愁（1988年）- 主演・山沖住男 役
- 大誘拐 RAINBOW KIDS（1991年）- 三宅平太 役
- 怪奇穴人間（2004年）
- John and Jane Doe（2004年）
- ミラーを拭く男（2004年）
- ニワトリはハダシだ（2005年）

### ラジオ
- 一八と弘志クン（1986年、ニッポン放送）

### Vシネマ
- ミナミの帝王 劇場版IV 破産－乗っ取り（1994年）
- スイート・ルーム2（1996年）
- ミナミの帝王　絆-KIZUNA-（2002年）
- 真・雀鬼19　心に棲む闇 狂乱の闘牌（2004年）

### CM
- 森永製菓「ザギー」（1986年）

## 音楽

### シングル
1. エデンの夏（1988年7月27日、東芝EMI） - オリコン38位
2. 明日への叫び〜サイバー・ハート〜（1988年11月9日、東芝EMI） - オリコン37位
  - 日本テレビ系『電脳警察サイバーコップ』オープニングテーマ
3. 灼熱のヴィーナス（1989年5月24日、東芝EMI） - オリコン48位

### アルバム
1. 太陽のナイフ〜NAVAJA DE SOUL〜（1989年4月26日、東芝EMI）